# Willy Maltaite
Willy Maltaite (Anthée, 30 oktober 1927 - Terhulpen, 18 februari 2000) was een Belgische striptekenaar. Hij is ook bekend onder zijn pseudoniem Will.
Zijn bekendste reeks is Baard en Kale. Behalve de tekenaar van eigen reeksen, was Will ook de tekenaar van de decors voor reeksen van collega's.

## Biografie
Will was als kind al begeesterd door tekenen en schilderen. Zijn ouders schreven hem dan ook in bij de kunstschool Saint-Joseph in Maredsous, maar hij slaagt niet voor de toelatingsproef. Vervolgens ging hij in de leer bij Jijé, die voor Dupuis' tijdschrift Spirou/Robbedoes werkte. Samen met André Franquin en Morris trok hij in 1946 in bij Jijé en zijn gezin. De vier tekenaars staan ook bekend als "de bende van vier". Will verdiepte er zich in cartoons en illustraties. Zijn eerste werk verscheen in de magazines Bonnes Soirées en Le Moustique, beiden uitgaven van Dupuis. Jijé trok in 1946 naar de Verenigde Staten, samen met zijn gezin, Morris en Franquin. Will mocht vanwege zijn leeftijd niet mee. Terwijl zijn kompanen een contract bij Disney probeerden te versieren, maakte Will het verhaal Het mysterie van de Bambochal. Dupuis wees het echter af, waarna Will het zelf op 15.000 exemplaren uitgaf.
Charles Dupuis stelde Will voor om de reeks Baard en Kale, gestart door Fernand Dineur, over te nemen. Voor de scenario's kreeg hij achtereenvolgens hulp van Maurice Rosy, Maurice Tillieux en Stephen Desberg. In 1990 liet hij de reeks achter zich.
In 1958 werd Will aangesteld als artistiek directeur van het weekblad Tintin/Kuifje. In 1959 liet hij de job echter al varen, omdat hij het niet artistiek genoeg vond. Het is de enige periode waarin Will niet aan Baard en Kale werkte.
In 1962 startte hij de reeks Eric en Bezaan, waarvoor Vicq de scenario's leverde. In 1969 begon hij aan Isabel, een fantasystripreeks waarvan uiteindelijk 12 albums zouden verschijnen. Voor die strip kreeg hij medewerking van Raymond Macherot, Yvan Delporte en André Franquin.
In 1989 stapte hij over naar werk voor een ouder publiek, waarin hij zich kon uitleven in zijn passie voor het tekenen van mooie vrouwen. Hij tekende en schilderde Liefde in het spel en De 27ste letter op scenario's van Stephen Desberg, die werden gepubliceerd in de collectie Vrije Vlucht van Dupuis. Voor P & T Productions maakten ze samen nog De hemel in de hel.
Will werd door zijn collega's bij Robbedoes ook gevraagd om decors te tekenen voor hun reeksen. Franquin deed meermaals beroep op hem, onder meer voor Robbedoes en Kwabbernoot (Het masker der stilte), Marsupilami en de verhaaltjes rond Roeltje. Voor Peyo tekende hij decors voor Steven Sterk (De twaalf werken van Steven Sterk). Voor Peyo tekende hij eveneens de eerste verhalen van Jakke en Silvester en leidde hij François Walthéry op om het van hem over te nemen.
In 2000 overleed Will. Het boek waaraan hij werkte, De boom van de twee lentes, op scenario van Rudi Miel, was niet afgerond en werd later afgewerkt door zijn vrienden en postuum gepubliceerd. 
Will was ook de vader van striptekenaar Eric Maltaite, bekend van de reeks 421.

## Publicaties

### Reeksen
- Baard en Kale
- Eric en Bezaan
- Isabel

### Losstaande albums
- De 27ste letter
- De boom van de twee lentes
- Flash Back
- De hemel in de hel
- Liefde in het spel
- De avonturen van mijnheer Suffers (getekend en geschreven door Will)
- Het mysterie van de Bambochal (getekend en geschreven door Will)
- Trilogie avec dames (bundel van Liefde in het spel, De 27ste letter en De hemel in de hel, enkel Franstalig)
- Will, le jardin des couleurs (door Eric Verhoest)
- Europa in Beweging

## Bundeling
- Will dans Spirou, 1963-1997, een bundeling van losse verhalen van Will, in samenwerking met verschillende scenaristen, die in de loop der jaren verschenen in Robbedoes en Spirou.[3] (enkel Franstalig)

- Bibsys: 12023403
- Biblioteca Nacional de España: XX857302
- Bibliothèque nationale de France: cb11929204c (data)
- Catàleg d'autoritats de noms i títols de Catalunya: 981058515894706706
- Digitale Bibliotheek voor de Nederlandse Letteren: malt005
- Gemeinsame Normdatei: 114942668
- International Standard Name Identifier: 0000 0001 2018 196X
- Library of Congress Control Number: no2007117498
- Nationale Bibliotheek van Tsjechië: jx20110217025
- Nederlandse Thesaurus van Auteursnamen: 068964161
- RKD-Nederlands Instituut voor Kunstgeschiedenis: 91512
- Système universitaire de documentation: 082680566
- Virtual International Authority File: 64723918